# Georg Lomer
Georg Lomer, né le 12 septembre 1877 à Losten près de Wismar et décédé le 11 mars 1957, est un psychiatre, essayiste et ésotériste allemand.

## Biographie
Georg Lomer reçoit une formation de médecin. Il se spécialisa en psychiatrie. Il est arrêté par la Gestapo en 1937 en raison de ses publications, puis une seconde fois en 1941.
Franz Bardon s'intéresse de près à son œuvre.

## Œuvres
- Jesus Christus vom Standpunkte des Psychiaters. Eine kritische Studie für Fachleuchte und gebildete Laien. Handels-Druckerei, Bamberg, 1905.
- Die Mystik des Traumes. (Die Okkulte Welt 34). J. Baum, Pfullingen, 1921.
- Die Sprache der Hand. Ein chirosophisches Lehrbuch. Baumanns Verlag, Bad Schmiedeberg u. Leipzig, 1925.
- Die Götter der Heimat - Grundzüge einer germanischen Astrologie. Baumanns Verlag, Bad Schmiedeberg u. Leipzig, 1927.
- Die Evangelien als Himmelsbotschaft. Astrologische Beiträge zur Rassen-und Religionsfrage. Sonnenverlag, Hannover.
- Astrologie und Heilkunde - Eine Einführung, Beilage zum Neuen Hausschatz der Heilkunde. Ernst Wiest Nachf, Leipzig, 1936.
- Sternengesänge - Neue Gedichte. Sonnenverlag, Bad Pyrmont, 1940.
- Das Hohelied des Himmels. Band I bis V. Astrologisches Praktikum in Bruchstücken aus Klinik und Leben. sous-titré: Mit 20 Abbildungen und vielen Tabellen mit Bild, Faksimile, Gedicht u. Horoskop des Verfassers. Erstausgabe Bad Schmiedeberg u. Leipzig, F. E. Baumanns Verlag Lothar Baumann; bei III u. IV überklebt vom Spiegel-Vlg. Hermann Bauer, Freiburg / (Heft V) Hannover, Sonnenverlag 1927-1937. Un abrégé de la série parut en 1955 chez Baumgartner Verlag Warpke-Billerbeck; le dernier chapitre y est intitulé: Sternenweistum als religiöse Hauptgrundlage aller alten Kulturvölker.
- Mars ohne Maske. Der Krieg als Krankheit und Sexualrausch. Baumgartner, Warpke-Billerbeck.

Inhalt: Menschengeschichte, Katastrophengeschichte! - Krieg, ein Raubtier-Erbe? - Die Masse & ihre Geisteshaltung - Pathologische Menschen als Werkzeug der Geschichte - Krieg & Sexualität - Die Sexualität der Kriegsgötter - Sein- oder Nichtsein?
- Christus astrologisch gesehen. Baumgartner, Warpke-Billerbeck, 1955.
- Bismarck's Stern und Unstern. Ein Fern-Sonnengemälde. Mit Fixstern-Tabelle (130 Fixsterne). Baumgartner, Warpke-Billerbeck.
- Sept lettres pour le développement secret des pouvoirs de l'âme, Alexandre Moryason, Paris, 2001.